# Страх (фільм, 2004)
Страх (англ. The Hazing) — американський фільм жахів 2004 року

## Сюжет
Професор університету володіє стародавньою таємничою книгою, що відкриває за допомогою заклинань двері в потойбічний світ і дозволяє отримати владу над тілом будь-якої людини. Залізши в його будинок пара молодих людей, якій доручено викрасти книгу, як одну з умов вступу до студентського братства, знаходить в підвалі гору трупів і, захищаючись, вбивають професора. Вони дзвонять у поліцію і йдуть, намагаючись видати все, що сталося за нещасний випадок. Книгу вони забирають з собою. Основне випробування братства — провести ніч у великому будинку, де колись ревнивий чоловік, що застав дружину з коханцем, вбив обох і повісився сам. Дух професора шукає книгу і відвідує цей будинок. Тепер усім студентам загрожує смертельна небезпека, і вони починають гинути один за одним. Хлопці всіма силами намагаються вижити, але проблема полягає ще й у тому, що вони не можуть довіряти один одному, тому що не знають хто їх друг, а хто лише маріонетка в руках потойбічних сил.

## У ролях
- Бред Дуріф — професор Каппс
- Брук Берк) — Джилл
- Нектар Роуз — Делія
- Філіп Ендрю — Дуг
- Тіффані Шепіс — Марша
- Джеремі Максвелл — Рой
- Паррі Шен — Тім
- Девід Том — Джейкоб
- Чармейн Де Грейт — Джастін
- Джеф ЛеБо — доктор
- Роберт Донован — детектив
- Мері Рінгс — медсестра 1
- Е.П. МакНайт — медсестра 2
- Тесс Холл — голос манекена
- Беррі Томас — містер Хекфорд
- Бернадетт Вілкс — місіс Хекфорд